# Ivo Viktorin Trio
Ivo Viktorin Trio je hudební projekt českého hudebníka, skladatele a zvukového mistra Iva Viktorina, zakladatele legendární folkové skupiny AG Flek. Spolu s ním v tomto projektu působí Luboš Novotný, hráč na dobro a lap steel kytaru, a Radek Hlávka, kytarista a baskytarista, oba také členy hudební skupiny Roberta Křesťana Druhá tráva.
Trio vzniklo jako dlouho připravovaný projekt, který reflektuje jejich společnou hudební vizi a kreativitu a spolupráce je založena na dlouholetých vazbách.
V roce 2024 vydalo trio debutové album, nahrané ve zlínském studiu V. Hudební tvorbu alba doprovází ilustrace na obalu od výtvarníka Maťa Mišíka. Album bylo vydáno vlastním nákladem.